# Jesenišče
Jeseníšče je ena izmed dveh točk na nebesni krogli v katerih se sekata ekliptika in nebesni ekvator. V jesenišču je na svoji navidezni poti Sonce ob jesenskem enakonočju, to je okoli 23. septembra vsako leto. To je tudi trenutek, ko je Sonce nad ekvatorjem Zemlje.
Sonce je na nasprotni strani od jesenišča na nebesni krogli vsako leto 21. marca. To točko imenujemo pomladišče.